# Пяльксаари (платформа)
Пя́лькса́ари (фин. Pälksaari) — бывшая финская железнодорожная станция, а позднее — советский и российский остановочный пункт на 12,5 км перегона Маткаселькя  — Вяртсиля. Расположен в Кааламском сельском поселении Сортавальского района Карелии на берегу озера Питкяярви.

Участок Сортавала — Вяртсиля — Йоэнсуу, был открыт 1 ноября 1894 года.

По станции курсировали пассажирские поезда сообщением Выборг — Оулу.

Во время Советско-финской войны (1941—1944) станция имела важное значение: транспортировка раненых в военный госпиталь, находившийся в трёх километрах, переквалифицированный из психиатрической больницы (Mielisairaala) построенной в 1925 году. С советских времён в здании госпиталя располагается Партальский дом-интернат для престарелых и инвалидов.
В советские и российские времена остановочный пункт обеспечивал транспортное обслуживание посёлка Партала: до 1994 года по участку Маткаселькя — Вяртсиля курсировали грузо-пассажирские поезда Сортавала — Маткаселькя — Вяртсиля.
В настоящее время (2019 год) сохранился фундамент пассажирского здания.

## Галерея
- Платформа Пяльксаари
- Вид в сторону ст. Вяртсиля.
- Фундамент бывшего вокзала.
- Ступени бывшего вокзала.
- Бывший переезд.